# Barri de Navas
El barri de Navas, també no oficialment anomenat Torrent de la Guineu, és un dels set barris dels que es compon el districte barceloní de Sant Andreu. Amb una superfície de 0,42 km² i una població de 22.300 habitants (2021) és un dels barris més recents del districte de Sant Andreu.
Abasta part dels antics territoris del Clot i de la Sagrera, a banda i banda de l'Avinguda Meridiana. El carrer de Las Navas de Tolosa n'és una via rellevant i el delimita amb el barri del Camp de l'Arpa del Clot (la vorera sud del carrer forma part d'aquest darrer); de l'altra banda, el carrer de Felip II, fa de llinda natural amb la Sagrera. El barri pren el nom de la parada de metro homònima, inaugurada el 1953. El centre neuràlgic del barri és la plaça de Ferran Reyes, situada sobre la Meridiana. Presideix la plaça l'església parroquial de Sant Joan Bosco.
El barri clarament repartit en dues parts per l'Avinguda Meridiana, compta amb la Banda Muntanya, una part constituïda pels carrers que conserven la trama de l'eixample de Cerdà, mentre que una altra part la forma un conjunt molt popular anomenat "cases del governador". Situada a la part de sobre de la Meridiana, arriba fins a l'eix de la plaça de Maragall.
I per sota de l'Avinguda Meridiana, trobem el que anomenen Banda Mar, amb la plaça d'Islàndia, el Carrer de Bofarull, avui parcialment peatonalitzat i que creua el barri de banda a banda; fins al Carrer de Mallorca i la Torre del Fang, casa pairal de finals del segle xi situada ja en l'adjacent barri de la Sagrera.

## Canvi de nom
El nom actual del barri fa referència a l'estació de metro de Navas ubicada al centre del barri, que rep el nom del carrer on se situa, dedicat a la batalla de Las Navas de Tolosa, un esdeveniment important per a la construcció del relat historicista romàntic espanyol de l'anomenada Reconquista. Una iniciativa veïnal proposa anomenar el barri en referència al torrent de la Guineu, amb l'objectiu de tenir un nom més vinculat a la història del barri i no a una batalla llunyana. El torrent de la Guineu, que neix al Guinardó, travessa el barri i històricament era un punt de referència del pla de Barcelona. Segons els defensors del canvi, a l'hemeroteca de la Diputació de Barcelona la denominació «Torrent de la Guineu» apareix cinc vegades més que la de Navas per a referir-se al territori del barri.
El 5 de març de 2025 el Consell Plenari del Districte de Sant Andreu aprovà l'inici dels procediments de canvi de nom del barri.
A data de juny de 2025, alguns veïns no estan d'acord amb aquesta proposta de canvi de nom i estan intentant convocar un referèndum perquè ho decideixi la gent del barri.

## Vegeu tembé
- Festa Major de Navas